# NGC 6810
NGC 6810 (другие обозначения — PGC 63571, ESO 142-35, IRAS19393-5846) — галактика в созвездии Павлин.
Этот объект входит в число перечисленных в оригинальной редакции «Нового общего каталога».